# Pogány, Baranya
Pogány este un sat în districtul Pécs, județul Baranya, Ungaria, având o populație de 1.183 de locuitori (2011). 

## Demografie
Componența etnică a satului Pogány
     Maghiari (75,76%)
     Germani (12,72%)
     Croați (8,71%)
     Romi (1,05%)
     Necunoscut (1,26%)
     Alții (0,49%)
Componența confesională a satului Pogány
     Romano-catolici (40,32%)
     Fără religie (20,63%)
     Luterani (10,82%)
     Reformați (3,21%)
     Atei (1,86%)
     Greco-catolici (1,1%)
     Necunoscută (22,06%)
     Alte religii (2,03%)
Conform recensământului din 2011, satul Pogány avea 1.183 de locuitori. Din punct de vedere etnic, majoritatea locuitorilor (75,76%) erau maghiari, existând și minorități de germani (12,72%), croați (8,71%) și romi (1,05%). Apartenența etnică nu este cunoscută în cazul a 1,26% din locuitori. Nu există o religie majoritară, locuitorii fiind romano-catolici (40,32%), persoane fără religie (20,63%), luterani (10,82%), reformați (3,21%), atei (1,86%) și greco-catolici (1,1%). Pentru 22,06% din locuitori nu este cunoscută apartenența confesională.